# Autostrada A23
Die Autostrada A23 (italienisch für ‚Autobahn A23‘), auch Autostrada Alpe-Adria (ital. für „Alpen-Adria-Autobahn“) genannt, ist eine italienische Autobahn im Nordosten des Landes. Sie gilt als eine der wichtigsten Nord-Süd-Verbindungen Italiens, da sie die österreichische Süd Autobahn / A2 mit der italienischen A4 (Turin–Triest) verbindet und somit die Hauptverbindung zwischen Italien und Mitteleuropa darstellt. Die A23 ist rund 120 km lang, mautpflichtig und verläuft vollständig auf dem Gebiet der ehemaligen Provinz Udine (Friaul-Julisch Venetien).

## Streckenverlauf

Der Streckenverlauf der A23

Die Autobahn ist Bestandteil der Europastraße 55, die von Helsingborg (Schweden) über Dänemark, Deutschland, Tschechien und Österreich bis nach Kalamata in Griechenland führt.
Die A23 zweigt bei Palmanova von der A4 ab und führt dann geradlinig in der Ebene Friaul-Venetien nach Norden. Bei km 13 erreicht sie die Anschlussstelle der ehemaligen Provinzhauptstadt Udine sud, wo sich außerdem die erste Raststätte der Strecke, Zugliano, befindet. Diese Raststätte (ital. Area Servizio) befindet sich auf beiden Seiten. Zwischen Udine sud und Udine nord führt die Staatsstraße 13 parallel zur A23. Sie bildet die tangenziale ovest, die Westtangente der Stadt.
Nördlich der Anschlussstelle Udine nord verläuft die Autobahn nun in hügeligem Gebiet, das durch Moränen in der letzten Eiszeit entstanden ist. Bei Kilometer 37 erreicht sie die Raststätte Ledra, die aus beiden Richtungen erreichbar ist.
Vorbei an Tarcento erreicht sie die Anschlussstelle Gemona. In der Nähe Gemonas befinden sich die Städte San Daniele del Friuli, Tricesimo, Faedis und Majano. Hier war 1976 das Epizentrum des Erdbeben von Friaul.  Hinter der Anschlussstelle überquert sie den Tagliamento über eine Brücke, die eine Länge von 1259 m aufweist.
Nun tritt die A23 in die Alpen ein. Der erste Tunnel der Strecke, Lago, ist 1,5 km lang. Die Strecke führt westwärts des Lago di Cavazzo  – und nicht im Tagliamentotal wie Staatsstraße und Eisenbahn – weiter und erreicht die nächste Anschlussstelle Carnia – Tolmezzo. Von Tolmezzo aus wendet sie sich ostwärts und führt vorbei am Zusammenfluss zwischen Tagliamento und der Fella. Hier befindet sich die Raststätte Campiolo. Diese Raststätte liegt nur in Fahrtrichtung Palmanova, Richtung Österreich befindet sich hier ein Parkplatz, wo man durch einen Verbindungsgang die Raststätte erreichen kann.
Nunmehr im Fellatal geführt, erreicht die Autobahn über Moggio Udinese und Chiusaforte unter mehrmaliger Überbrückung des Flusses samt Hangtunnels den Canale del Ferro, der nur durch die Errichtung zahlreicher Tunnels passierbar wurde. Hier befindet sich knapp vor der Anschlussstelle Pontebba der gleichnamige Tunnel, der mit 2.278 m auch den längsten der Strecke darstellt. Die Anschlussstelle Pontebba bei km 93 ist komplett auf Brücken konzipiert, die eine Länge von bis zu 504 m erreichen. Bis zum Jahre 1918 befand sich bei Pontebba die Grenze zwischen Italien und Österreich.

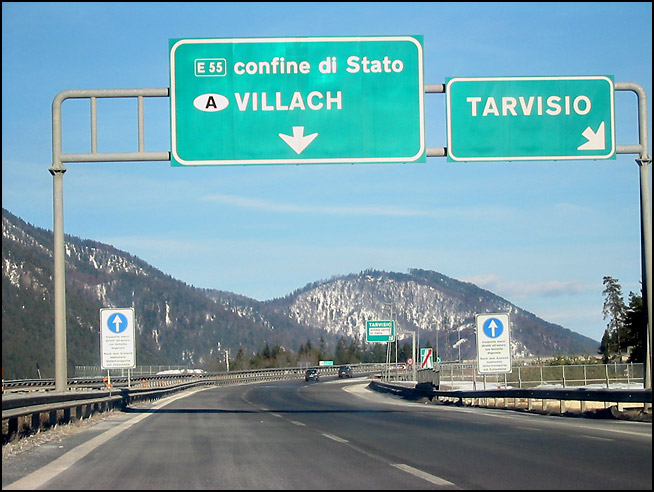
Halbanschlussstelle Tarvisio sud

Die Autobahn ändert ein letztes Mal ihre Richtung nach Osten und führt durch das Kanaltal (ital. Val Canale). Hier befindet sich in Richtung Österreich bei km 96 der Parkplatz La Foresta, zudem ein direkt von der Autobahn erreichbares gleichnamiges Museum gehört. Bei km 97 befindet sich die letzte Raststätte der Strecke, die jedoch nur in Richtung Österreich erreichbar ist.
Bei km 105 erreicht sie die Mautstelle Ugovizza. Weil hier alle Fahrzeuge die Maut entrichten müssen, kommt es immer wieder zu 1–2 km langen Rückstaus, speziell während der Urlaubszeit im Sommer. Hier befindet sich, nur Richtung Palmanova, die Halbanschlussstelle Malborghetto-Valbruna.
Den unscheinbaren Saifnitzer Sattel (Sella di Camporosso, 816 m s.l.m.), die Talwasserscheide des Kanaltals, umfährt die Autobahn im 1,8 Kilometer langen Tunnel Spartiacque und gelangt damit in jenen Teil des Kanaltals, der über Gailitz, Gail, Drau und Donau ins Schwarze Meer entwässert.
Bei Tarvisio gibt es zwei Halbanschlussstellen. Tarvisio sud besitzt Richtung Österreich eine Abfahrt zur SS 13 Pontebbana, dies ist die letzte Abfahrt in Italien. Hier ist eine Auffahrt auf die A23 nur in Richtung Palmanova-Udine möglich.
Die weiter östlich gelegene Anschlussstelle Tarvisio nord ermöglicht eine Auffahrt Richtung Österreich und der A2 und eine Abfahrt in die Stadt Tarvisio. Auf den Autobahnen angebrachte Hinweistafeln ist bei beiden Anschlussstellen nur Tarvisio zu sehen.
Hinter Tarvisio führt die A23 in die Ortschaft Coccau (deutsch Goggau), wo sie die Grenze zu Österreich passiert und direkt in die Südautobahn A2 einmündet. Das Grenzgebäude wurde nach Abschaffung der ständigen Grenzkontrollen im Rahmen den Schengener Abkommens entfernt.
Die Südautobahn A2 führt weiter zum Knoten Villach und darüber hinaus über Graz bis nach Wien.

## Geschichte
Vor der Eröffnung der A23 führte der Hauptverkehrsweg von Kärnten nach Italien über die Strada Statale 13 Pontebbana. Diese Strecke war jedoch bereits in den 1980er Jahren nicht mehr für das Verkehrsaufkommen auf diesem Abschnitt geeignet. Mit dem Bau der A23 wurde eine leistungsstarke Nord-Süd-Verbindung geschaffen.
Der erste Abschnitt Palmanova bis Udine/Süd wurde bereits 1966 nach zweijähriger Bauzeit eröffnet. Der Abschnitt zwischen Tarvisio und Udine/Nord wurde zwischen 1973 und 1986 erbaut und das letzte Stück zwischen Udine/Nord und Süd wurde 1988 nach zweijähriger Bauzeit eröffnet.
Zwischen Kilometer 18,5 bei Udine und der Anschlussstelle Carnia wurden die Leitplanken im Jahre 2009 und 2010 zwischen den beiden Richtungsfahrbahnen erneuert.

### Geplante Baumaßnahmen
Ein Anschluss an die  A27 bei Tolmezzo ist geplant. Die A27 soll von Belluno, ihrem derzeitigen Ende, über Pieve di Cadore, den Mauriapass und das Tagliamento-Tal bis zur A23 verlängert werden.
Gemona soll der Endpunkt einer neuen Autobahn sein, die von der A28 bei Pordenone abzweigt und nordwärts über Sequals bis nach Gemona zur A23 führen soll. Aktuelle Planungen hierzu sehen vor, den Autobahnzubringer RA16 auf 58 km nordwärts bis nach Sequals und dann ostwärts bis nach Gemona del Friuli zur Autobahn A23 zu verlängern. Damit soll eine Verbindung zwischen den Autobahnen A23 und A28 geschaffen werden und außerdem eine Reduzierung der Fahrzeit zwischen Gemona und Pordenone erreicht werden, da somit Udine nördlich umfahren wird.

## Ausbauzustand

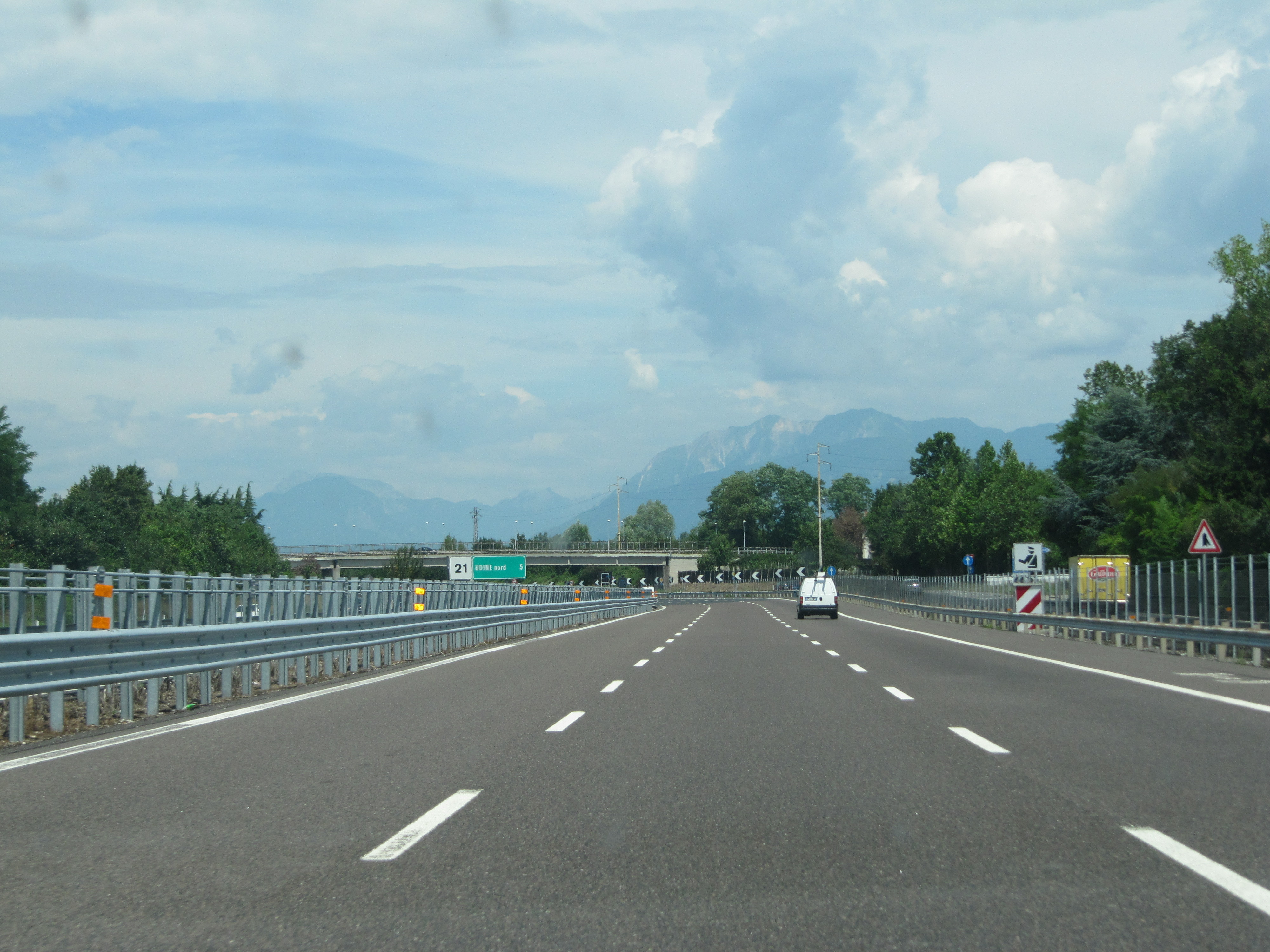
Sechsspuriger Ausbau bei Udine mit neuen Schutzplanken

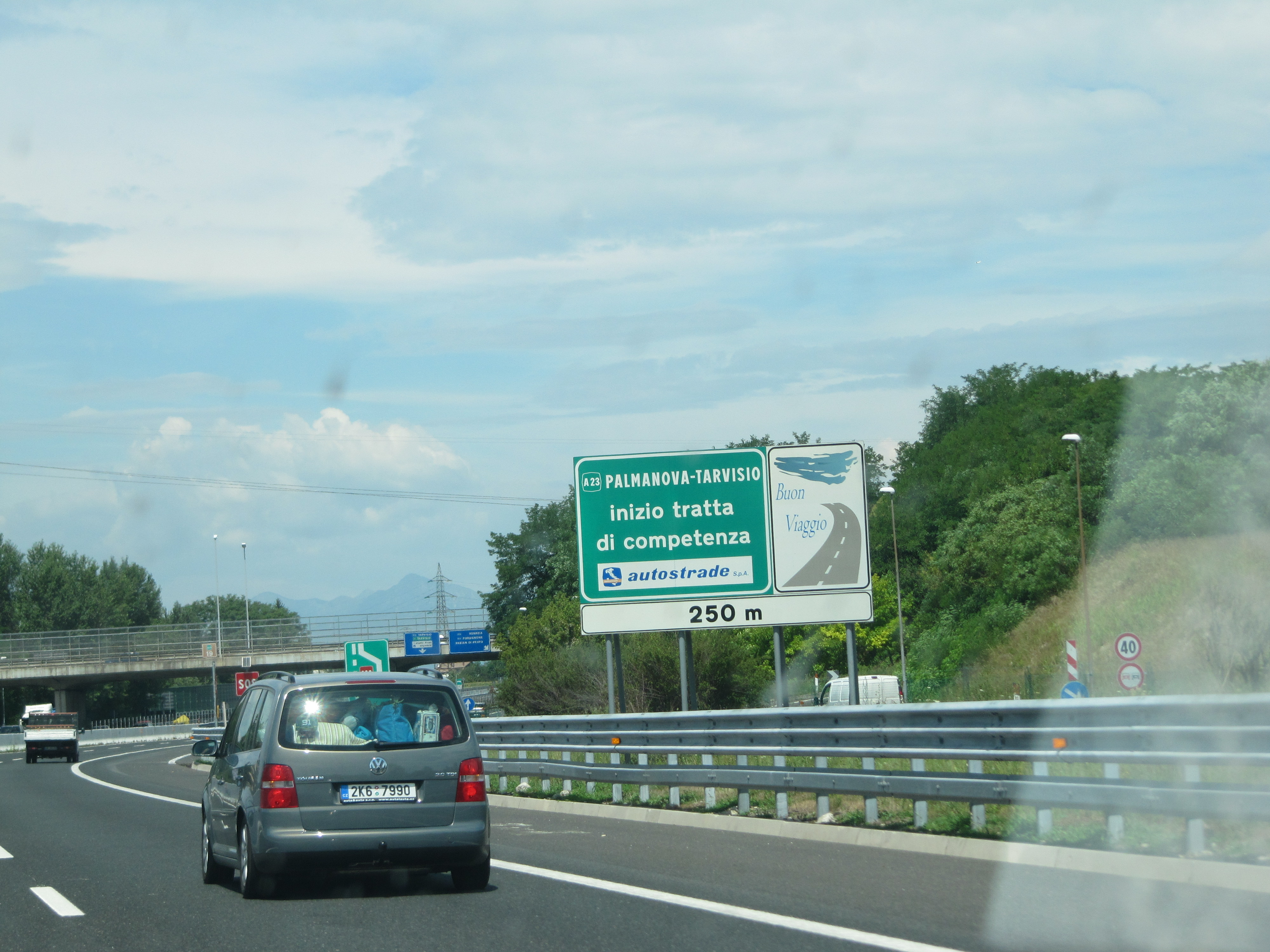
Erhaltungsgrenze zwischen der Società Autostrade Alto Adriatico und Autostrade per l’Italia bei km 18,5

Die Autobahn ist heute größtenteils vierspurig. Zwischen den Anschlussstellen Udine-Nord und Udine-Süd ist sie sechsspurig ausgebaut.
Sie gilt auf Grund der modernen Baukriterien während der Bauphase als eine der besten Autobahnen in Europa.

### Bauwerke
Im Abschnitt zwischen Tarvisio und Gemona del Friuli werden aufgrund der alpinen Lage weite Teile der Strecke in Tunneln oder auf Brücken geführt. Insgesamt besitzt die A23 in Fahrtrichtung Österreich 21,717 km, die in Tunneln geführt werden. In Richtung Palmanova sind es 20,211 km.
Auf der Strecke befinden sich außerdem zahlreiche Brücken. Die längste Brücke ist die Tagliamento I, die den gleichnamigen Fluss bei Gemona del Friuli überquert und eine Länge von 1 259 m aufweist.

### Sonstiges
Der Parkplatz La Foresta wurde 2009 vom ADAC getestet und erhielt die Bewertung "ausreichend".

### Verwaltung
Zwischen der Abzweigung der A23 von der A4 bei Palmanova bis zur Straßenüberführung der SS 13 bei Kilometer 18,5 wird Autobahn von der Autobahngesellschaft Società Autostrade Alto Adriatico mit Sitz in Triest verwaltet.

Von Kilometer 18,5 bis zur Grenze zu Österreich bei Coccau wird sie von Autostrade per l’Italia verwaltet.

## Zubringer Udine sud
Dieser kurze Zubringer verbindet die beiden Ortsumfahrungen (Westtangente und Südtangente) von Udine mit der Mautstelle Udine sud. Das Autobahnteilstück beginnt an der Mautstelle, wo man nach einigen hundert Metern auf die Südtangente oder auf die Westtangente fahren kann. Die Autobahn endet an der ehemaligen Ampel von Basaldella, die nach Abschluss der unterirdischen Arbeiten an der Tangente entfernt wurde, um die Bildung von Staus zu verhindern.  Von hier aus führt die Westtangente ohne Unterbrechung mit der Bezeichnung SS676 (und anschließend SS13 nach der Anschlussstelle zur Viale Venezia) weiter nach Norden.

## Bilder

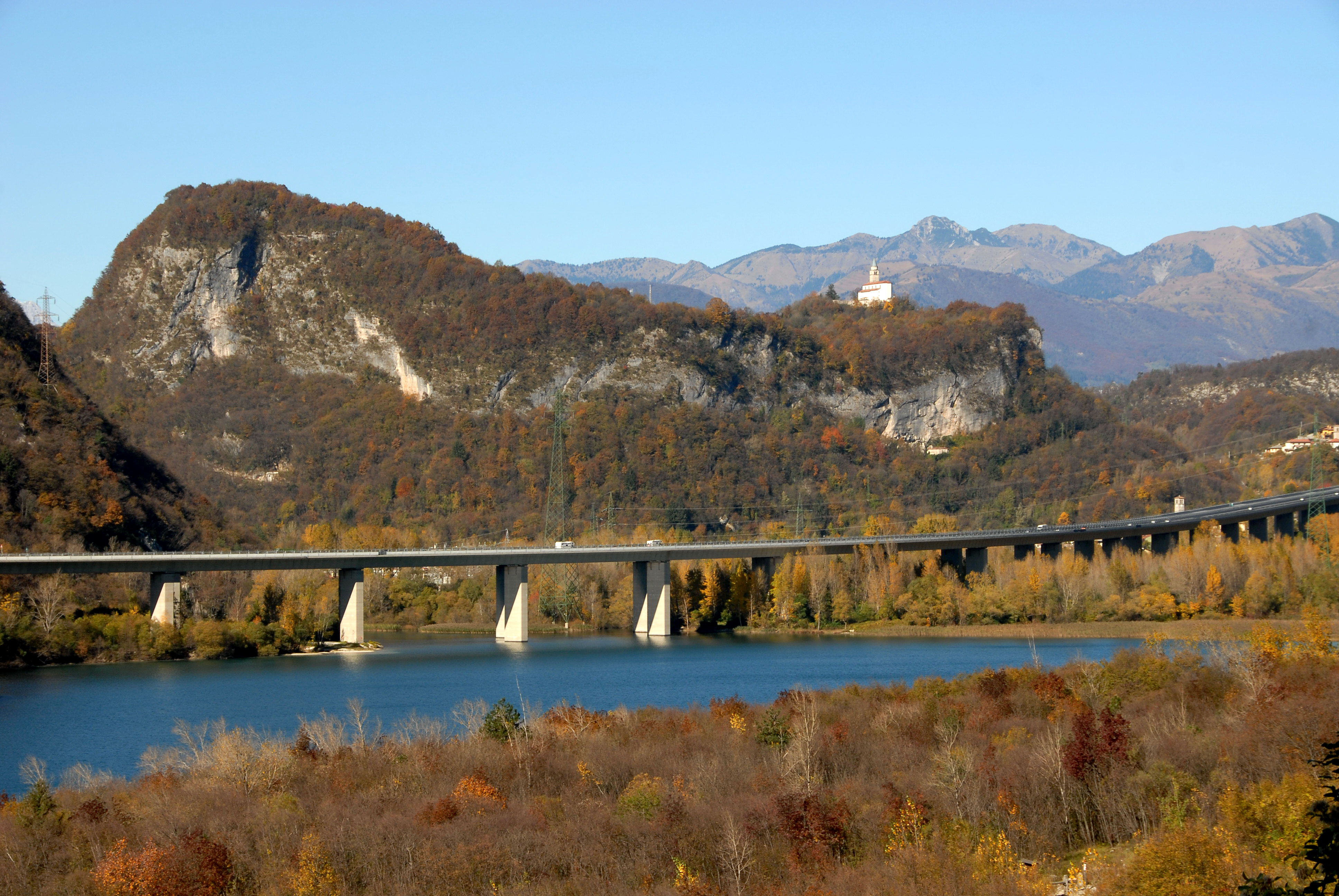
Die A23 bei Gemona
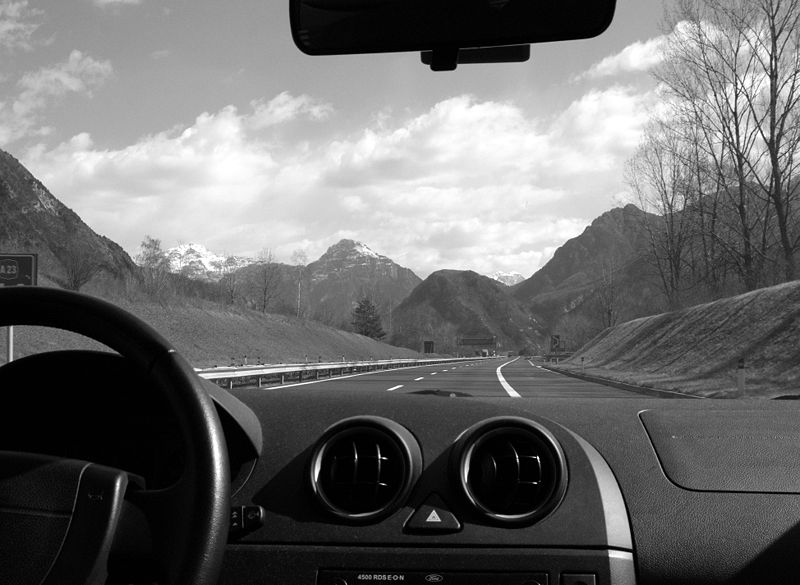
Bei Tolmezzo mit Karnischen Alpen
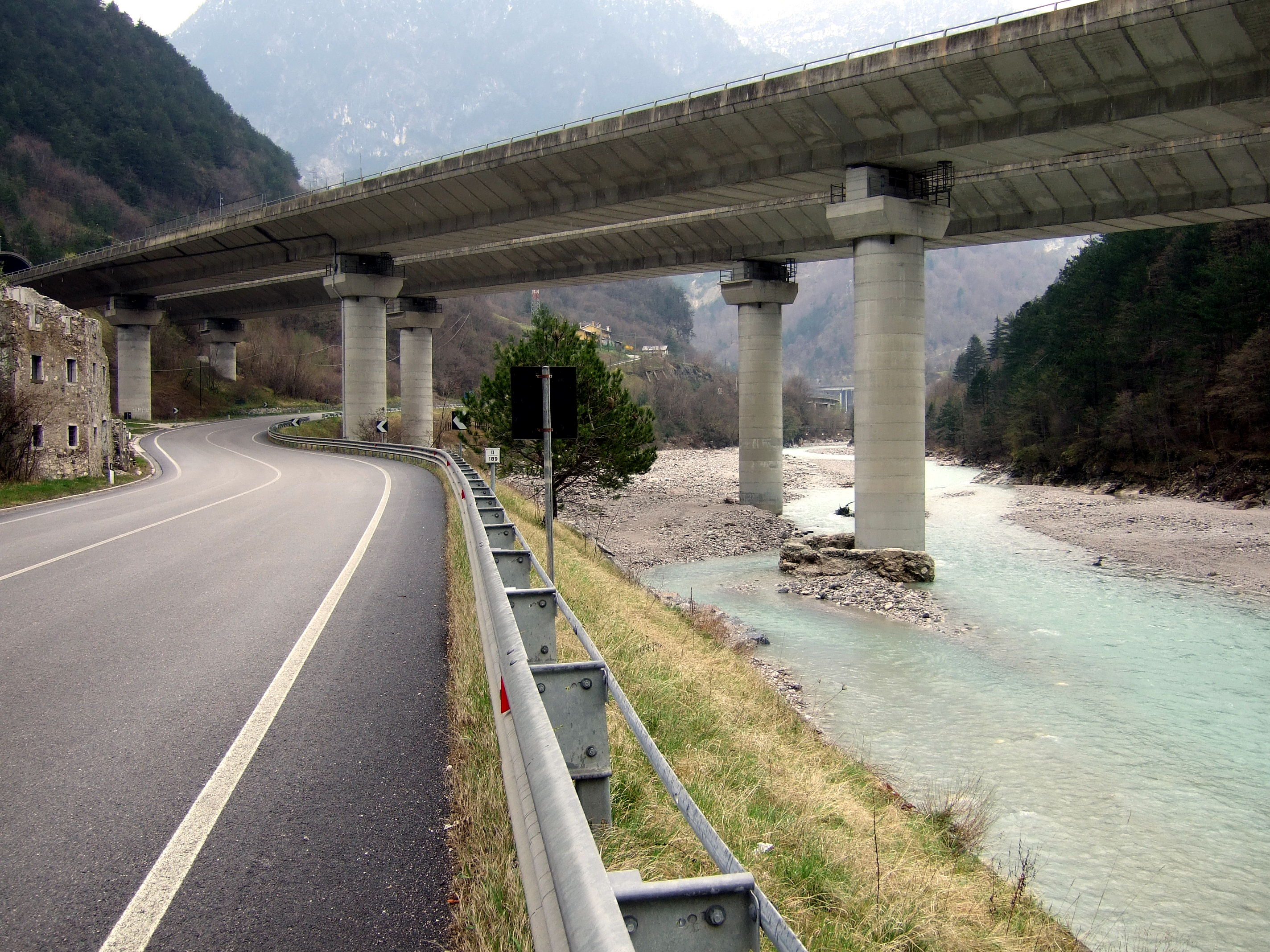
Bei Dogna in der Nähe von Pontebba
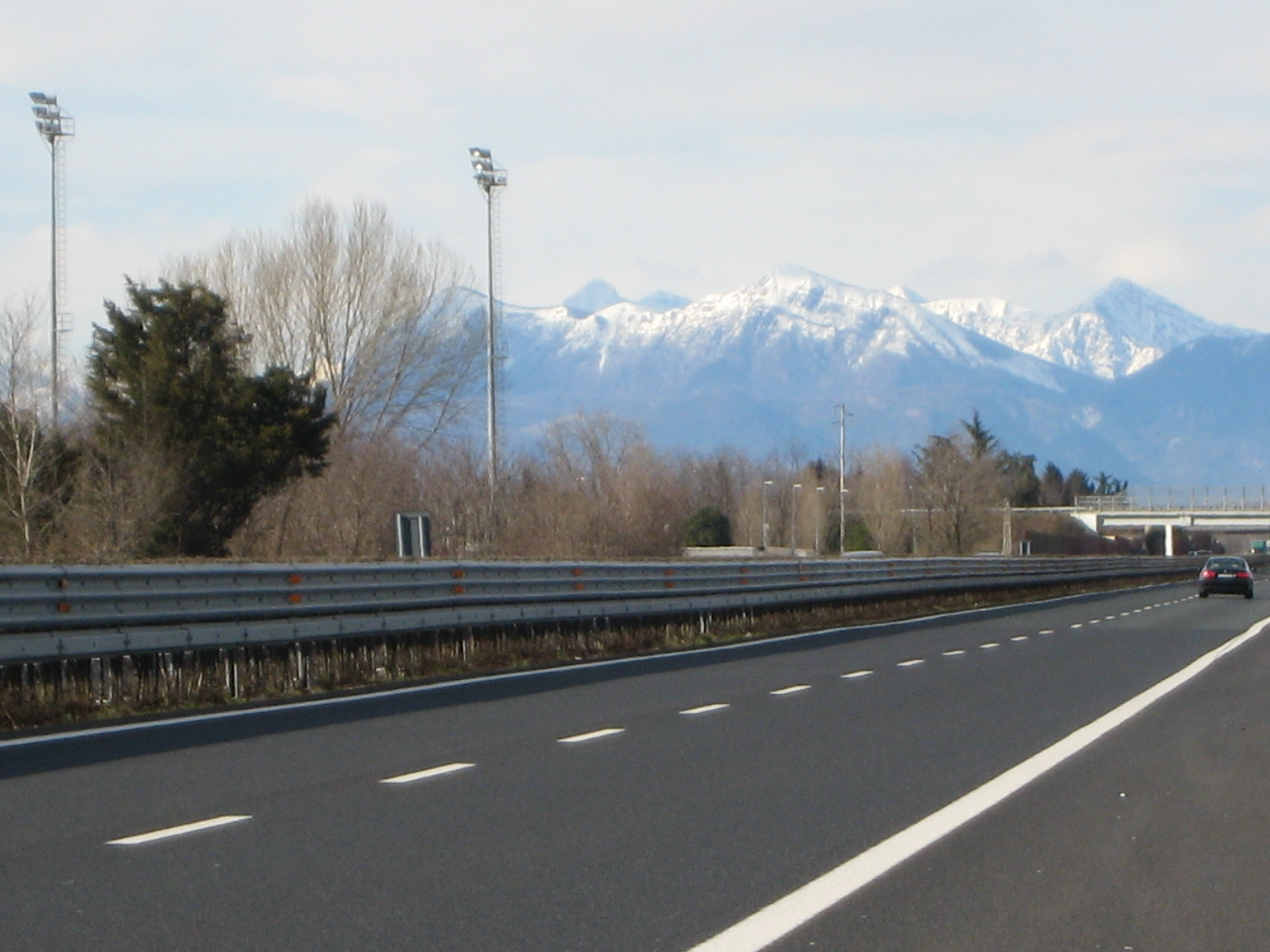
Bei Udine Sud
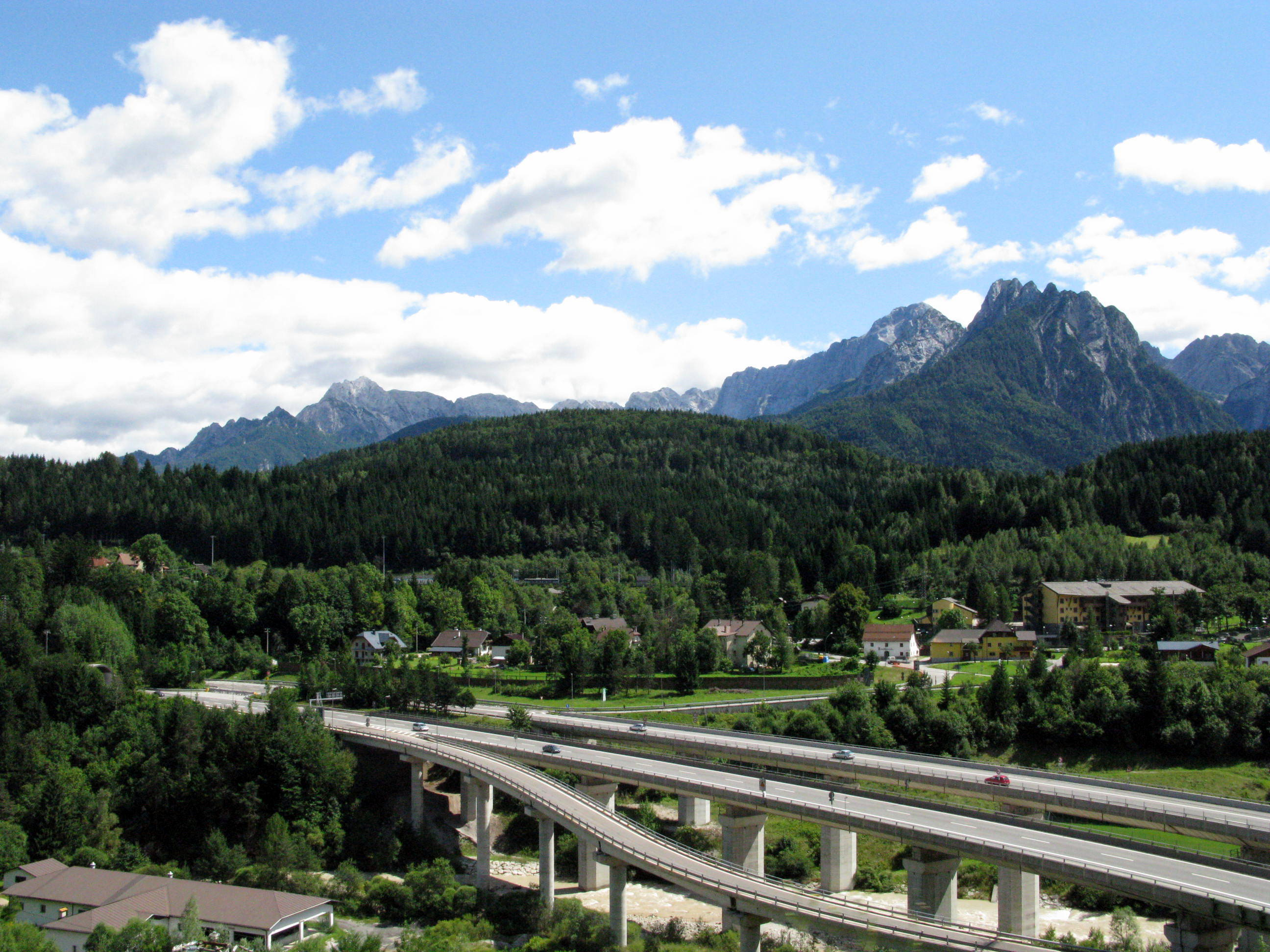
A23 bei Tarvis
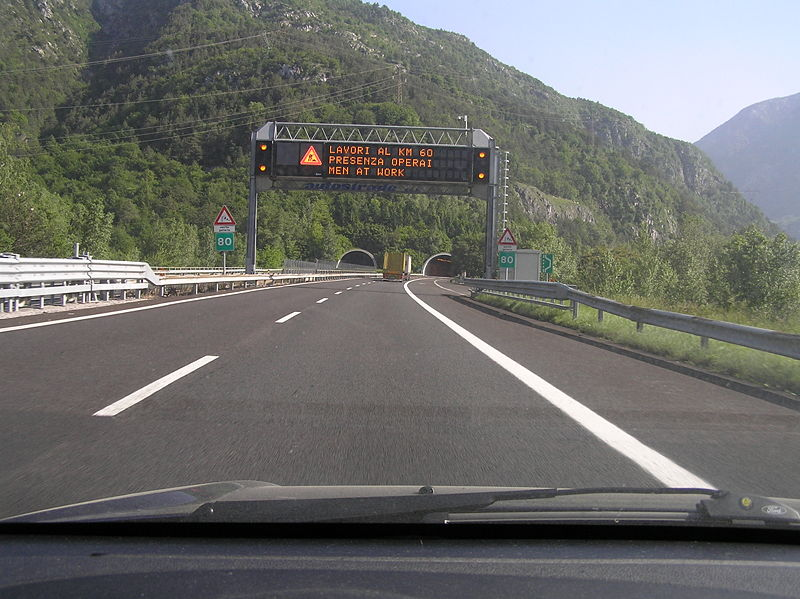
Nahe dem Lago di Cavazzo
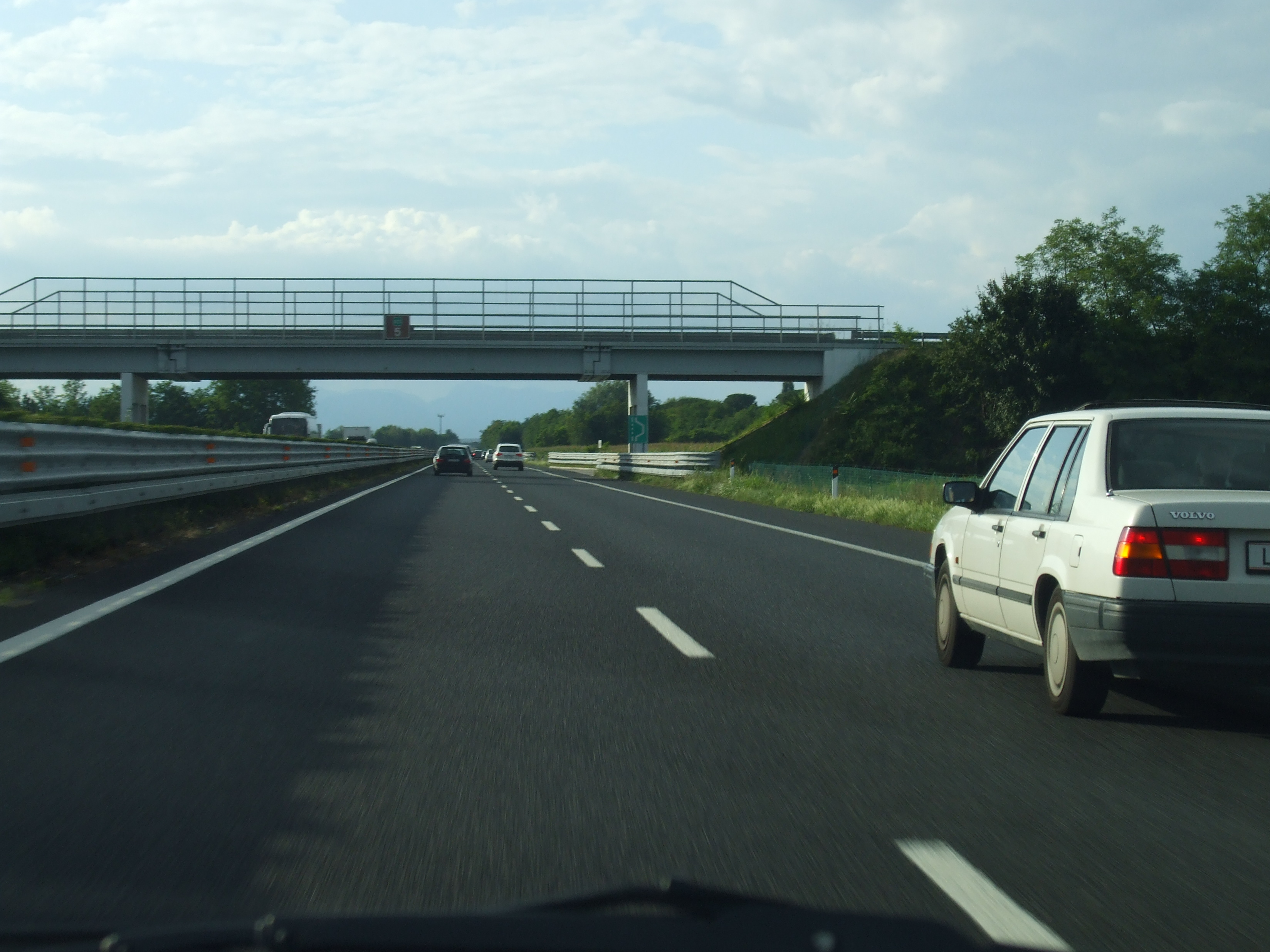
Südlich von Udine